# Sprinteuropamästerskapen i kanotsport 2001
Sprinteuropamästerskapen i kanotsport 2001 anordnades i Milano, Italien. 

## Medaljsummering

### Medaljtabell

#### Kanot och kajak
| Pl. | Nation    | Guld | Silver | Brons | Totalt |
| --- | --------- | ---- | ------ | ----- | ------ |
| 1   | Ungern    | 8    | 9      | 3     | 20     |
| 2   | Tyskland  | 6    | 3      | 5     | 14     |
| 3   | Ryssland  | 3    | 3      | 2     | 8      |
| 4   | Rumänien  | 3    | 2      | 1     | 6      |
| 5   | Ukraina   | 2    | 0      | 0     | 2      |
| 6   | Spanien   | 1    | 3      | 3     | 7      |
| 7   | Slovakien | 1    | 1      | 0     | 2      |
| 7   | Italien   | 1    | 1      | 0     | 2      |
| 9   | Tjeckien  | 1    | 0      | 2     | 3      |
| 10  | Norge     | 1    | 0      | 1     | 2      |
| 11  | Polen     | 0    | 3      | 7     | 10     |
| 12  | Belarus   | 0    | 1      | 3     | 4      |
| 13  | Israel    | 0    | 1      | 0     | 1      |

### Herrar
| Gren      | Guld                                                                              | Tid      | Silver                                                                 | Tid      | Brons                                                                             | Tid      |
| C-1 200m  | Dmytro Sabin                                                                      | 41,257   | Maksim Opalev                                                          | 41,397   | Andreas Dittmer                                                                   | 41,445   |
| C-1 500m  | György Kolonics                                                                   | 1:50,284 | Andreas Dittmer                                                        | 1:50,408 | Maksim Opalev                                                                     | 1:51,944 |
| C-1 1000m | Andreas Dittmer                                                                   | 3:52,858 | György Kolonics                                                        | 3:53,578 | Martin Doktor                                                                     | 3:57,210 |
| C-2 200m  | Rumänien Mikhail Vartolomei Ionel Averian                                         | 37,885   | Polen Paweł Baraszkiewicz Daniel Jędraszko                             | 38,149   | Ungern György Kozmann Imre Feil                                                   | 38,329   |
| C-2 500m  | Rumänien Mitică Pricop Florin Popescu                                             | 1:42,892 | Ryssland Alexander Kostoglod Aleksandr Kovaljov                        | 1:43,764 | Spanien Jose Alfredo Bea David Mascato                                            | 1:44,212 |
| C-2 1000m | Rumänien Mitică Pricop Florin Popescu                                             | 3:36,320 | Spanien Jose Alfredo Bea David Mascato                                 | 3:36,724 | Ryssland Aleksandr Kovaljov Aleksandr Kostoglod                                   | 3:37,052 |
| C-4 200m  | Tjeckien Karel Kožíšek Jan Břečka Petr Fuksa Petr Procházka                       | 33,832   | Rumänien Ionel Averian Mikhail Vartolomei Florin Popescu Mitică Pricop | 34,364   | Polen Andrzej Jezierski Daniel Jędraszko Paweł Baraszkiewicz Michał Gajownik      | 34,508   |
| C-4 500m  | Ryssland Konstantin Fomitjov Vladislav Polzunov Vladimir Ladotja Andrej Kabanov   | 1:32,550 | Rumänien Ionel Averian Mikhail Vartolomei Florin Popescu Iosif Anisim  | 1:32,582 | Polen Marcin Grzybowski Adam Ginter Roman Rynkiewicz Marcin Kobierski             | 1:33,894 |
| C-4 1000m | Ryssland Aleksej Volkonskij Vladimir Ladotja Roman Krugljakov Konstantin Fomitjov | 3:16,879 | Ungern Gábor Iván Béla Belicza György Zala György Kozmann              | 3:18,175 | Polen Roman Rynkiewicz Michał Gajownik Andrzej Jezierski Adam Ginter              | 3:18,799 |
| K-1 200m  | Ronald Rauhe                                                                      | 36,063   | Vince Fehérvári                                                        | 36,459   | Pavel Hottmar                                                                     | 36,627   |
| K-1 500m  | Ákos Vereckei                                                                     | 1:39,505 | Michael Kolganov                                                       | 1:39,949 | Emilio Merchán Alonso                                                             | 1:41,053 |
| K-1 1000m | Lutz Liwowski                                                                     | 3:30,238 | Ákos Vereckei                                                          | 3:30,658 | Eirik Verås Larsen                                                                | 3:30,922 |
| K-2 200m  | Tyskland Tim Wieskötter Ronald Rauhe                                              | 32,832   | Ungern Vince Fehérvári Róbert Hegedűs                                  | 32,880   | Polen Marek Twardowski Adam Wysocki                                               | 32,988   |
| K-2 500m  | Tyskland Tim Wieskötter Ronald Rauhe                                              | 1:29,868 | Ungern Krisztián Bártfai Krisztián Veréb                               | 1:30,488 | Polen Adam Wysocki Marek Twardowski                                               | 1:30,520 |
| K-2 1000m | Norge Nils Olav Fjeldheim Eirik Verås Larsen                                      | 3:14,382 | Ungern Krisztián Veréb Krisztián Bártfai                               | 3:14,364 | Tyskland Marc Westphalen Marco Herszel                                            | 3:16,130 |
| K-4 200m  | Ungern Gábor Horváth Róbert Hegedűs Vince Fehérvári István Beé                    | 30,709   | Ryssland Jevgenij Salachov Denis Turtjenkov Roman Zarubin Oleg Gorobij | 31,253   | Rumänien Romică Şerban Vasile Curuzan Marian Baban Geza Magyar                    | 31,301   |
| K-4 500m  | Ryssland Denis Turtjenkov Aleksandr Ivanik Andrej Tissin Roman Zarubin            | 1:20,905 | Slovakien Richard Riszdorfer Michal Riszdorfer Erik Vlček Juraj Bača   | 1:21,057 | Belarus Vadzim Machneŭ Raman Petrusjenka Aljaksej Abalmasaŭ Aljaksandar Zjukoŭski | 1:21,933 |
| K-4 1000m | Slovakien Juraj Bača Erik Vlček Richard Riszdorfer Michal Riszdorfer              | 2:53,307 | Tyskland Andreas Ihle Mark Zabel Björn Bach Stefan Ulm                 | 2:53,471 | Belarus Aljaksandar Zjukoŭski Aljaksej Abalmasaŭ Raman Petrusjenka Vadzim Machneŭ | 2:54,883 |

### Damer
| Gren      | Guld                                                                      | Tid      | Silver                                                                         | Tid      | Brons                                                                          | Tid      |
| K-1 200m  | Szilvia Szabó                                                             | 42,336   | Elżbieta Urbańczyk                                                             | 42,348   | Katrin Wagner                                                                  | 43,448   |
| K-1 500m  | Katalin Kovács                                                            | 1:51,163 | Josefa Idem                                                                    | 1:51,375 | Katrin Wagner                                                                  | 1:53,015 |
| K-1 1000m | Josefa Idem                                                               | 3:54,190 | Katalin Kovács                                                                 | 3:54,858 | Katrin Wagner                                                                  | 3:55,810 |
| K-2 200m  | Spanien Sonia Molanes Costa Beatriz Manchón                               | 38,405   | Ungern Erzsébet Viski Kinga Dékány                                             | 38,593   | Polen Beata Sokołowska Aneta Pastuszka                                         | 39,145   |
| K-2 500m  | Ungern Kinga Bóta Szilvia Szabó                                           | 1:41,307 | Spanien Sonia Molanes Costa Beatriz Manchón                                    | 1:42,511 | Belarus Natalia Bandarenka Alesia Bakunova                                     | 1:43,911 |
| K-2 1000m | Tyskland Manuela Mucke Nadine Opgen-Rhein                                 | 3:38,419 | Polen Beata Sokołowska Joanna Skowroń                                          | 3:39,507 | Ungern Krisztina Fazekas Ágnes Szabó                                           | 3:39,555 |
| K-4 200m  | Ungern Kinga Dékány Krisztina Fazekas Erzsébet Viski Kinga Bóta           | 36,115   | Spanien Belen Sanchez Teresa Portela Rivas María Isabel García Ana María Penas | 36,315   | Polen Karolina Sadalska Aneta Pastuszka Dorota Kuczkowska Joanna Skowroń       | 36,831   |
| K-4 500m  | Ungern Kinga Bóta Erzsébet Viski Szilvia Szabó Katalin Kovács             | 1:34,094 | Tyskland Anett Schuck Manuela Mucke Katrin Wagner Nadine Opgen-Rhein           | 1:35,714 | Spanien Belen Sanchez María Isabel García Teresa Portela Rivas Ana María Penas | 1:35,834 |
| K-4 1000m | Ukraina Inna Osypenko Tatiana Semikina Hanna Balabanova Natalia Fiklisova | 3:22,528 | Belarus Alesia Bakunova Natalia Bandarenka Sviatlana Vakula Alena Bets         | 3:22,636 | Ungern Kinga Dékány Eszter Rasztóczky Katalin Móni Ágnes Szabó                 | 3:23,304 |